# Zengdu
Zengdu (en chino, 曾都; pinyin, Zēngdū) es un distrito urbano bajo la administración directa de la Prefectura Suizhou  en la Provincia de Hubei, República Popular China.  Su área es de  km² y su población total para 2010 superó los  mil habitantes. 

## Administración
Desde junio  de 2023, el  Distrito Zengdu   se divide en 9 pueblos que se administran en 4 subdistritos y 5   poblados.

## Toponimia y nombres
El topónimo Zengdu significa 'capital de Zeng'. El Estado Zeng (曾国) fue un reino que existió durante la dinastía Zhou (1046-256 aC) y abarcaba la zona de la actual Suizhou. Hallazgos arqueológicos indican que Zeng podría haber sido el mismo Estado Sui (随国).